# Valença do Piauí (kommun)
Valença do Piauí är en kommun i Brasilien.   Den ligger i delstaten Piauí, i den östra delen av landet, 1 200 km nordost om huvudstaden Brasília. Antalet invånare är 20 325.
Följande samhällen finns i Valença do Piauí:
- Valença do Piauí

Omgivningarna runt Valença do Piauí är huvudsakligen savann. Runt Valença do Piauí är det glesbefolkat, med 15 invånare per kvadratkilometer.